# 乌兹别克裔加拿大人
乌兹别克裔加拿大人，是指有加拿大公民權的烏茲別克族和他們的後裔。他們主要生活在安大略省和魁北克省。
根據2011年人口普查，有2,725火人宣稱祖先是烏茲別克族。有150個家庭生活在貴湖地區，他們多是來自阿富汗法里亞布省。
他們多說英語、法語、俄語和烏茲別克語，信仰遜尼派伊斯蘭教。